# جاك فان دن بيرغ
جاك فان دن بيرغ (بالهولندية: Jack van den Berg)‏ هو لاعب كرة قدم هولندي، ولد في 7 فبراير 1959 في Kralingen ‏ في هولندا. لعب مع فاينورد.